# Министър без портфейл
Министър без портфейл е или правителствен министър без специфични отговорности, или министър, който не е глава на конкретно министерство. 
Министър без портфейл е характерна длъжност за държави, където правителствата са съставени от коалиционни партньори, като на тази длъжност се назначават политици, зад които стоят оределени партии и могат да осигурят подкрепа на правителството. В различни държави министрите без портфейл могат да бъдат наричани по различен начин, например в Обединеното кралство, Индия, Ирландия, Канада, Пакистан, Япония — държавен министър, в Германия — просто министър.
В някои страни, където изпълнителната власт не е съставена от коалиция на партии и най-вече в страни с изцяло президентска система на управление, като САЩ, длъжността министър без портфейл (или подобни на нея) не е обичайна и не се среща.

## България
През 1999 г., след промени в кабинета  на Иван Костов (1997 – 2001), Александър Праматарски (декември 1999 – юли 2001) става министър без портфейл.
В първия кабинет на Бойко Борисов (2009 – 2013) министри без портфейл са Божидар Димитров (юли 2009 – февруари 2011) и Томислав Дончев (март 2010 – март 2013).